# Jan Komasa

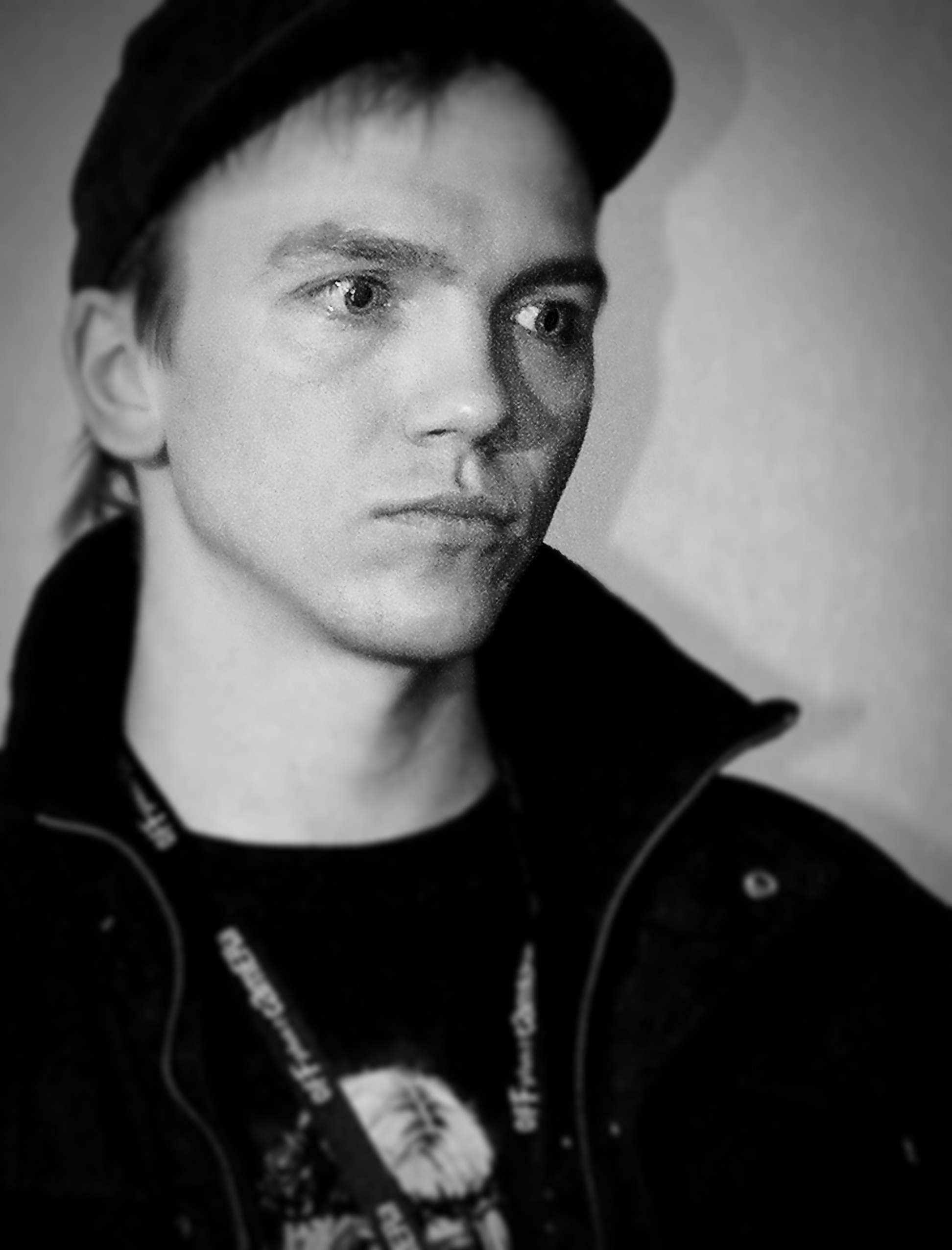
Jan Komasa

Jan Tadeusz Komasa (* 28. Oktober 1981 in Poznań) ist ein polnischer Filmregisseur und Drehbuchautor.

## Leben
Er ist Sohn des Schauspielers Wiesław Komasa und der Sängerin Gina Komasa. Ab 2001 studierte er an der Filmhochschule Łódź. Er ist der Bruder der Sängerin Maria Komasa-Łazarkiewicz (Bühnenname: Mary Komasa) und des Opernsängers Szymon Komasa.
Sein Film Corpus Christi wurde von Polen als Beitrag für die Oscarverleihung 2020 in der Kategorie Bester Internationaler Film eingereicht und Mitte Januar 2020 von der Academy of Motion Picture Arts and Sciences in dieser Kategorie nominiert. Ende Juni 2020 wurde Jan Komasa ein Mitglied der Academy.

## Filme (Auswahl)
- 2005: Ode an die Freude
- 2008: Breslauer Golgota
- 2011: Suicide Room
- 2014: Warschau ’44
- 2019: Corpus Christi
- 2020: The Hater

## Auszeichnungen (Auswahl)
Im Jahre 2015 wurde Jan Komasa mit dem Verdienstkreuz der Republik Polen ausgezeichnet. Im Folgenden eine Auswahl von Auszeichnungen und Nominierungen im Rahmen internationaler Filmpreise.
Europäischer Filmpreis
- 2020: Nominierung für die Beste Regie (Corpus Christi)[3]

Filmfest Hamburg
- 2019: Nominierung für den Preis der Filmkritik (Corpus Christi)[4]

Minsk International Film Festival „Listapad“
- 2019: Auszeichnung für die Beste Regie (Corpus Christi)
- 2019: Auszeichnung mit dem Special Jury Award – Regie (Corpus Christi)[5][6][7]

Palm Springs International Film Festival
- 2020: Nominierung als Bester fremdsprachiger Film für den FIPRESCI-Preis (Corpus Christi)
- 2020: Auszeichnung mit dem Young Cineastes Award (Corpus Christi)[8][9]

Polnischer Filmpreis
- 2011: Auszeichnung als Entdeckung des Jahres (Suicide Room)
- 2020: Auszeichnung als  Bester Film (Corpus Christi)
- 2020: Auszeichnung für die Beste Regie (Corpus Christi)[10][11]

Polnisches Filmfestival Gdynia
- 2019: Auszeichnung mit dem Publikumspreis (Corpus Christi)
- 2019: Auszeichnung für die Beste Regie (Corpus Christi)
- 2019: Auszeichnung als Bester Film mit dem Journalistenpreis (Corpus Christi)
- 2019: Auszeichnung als Bester Spielfilm mit dem Award of Festivals and Reviews of the Polish Film Abroad (Corpus Christi)
- 2019: Auszeichnung als Bester Film mit dem Don Kichot der Polish Federation of Film Discussion Clubs (Corpus Christi)
- 2019: Auszeichnung als Bester Film mit dem Award of the Network of Studio and Local Cinemas (Corpus Christi)[12][13][14]

Tribeca Film Festival
- 2020: Auszeichnung als Bester Film im internationalen Wettbewerb (The Hater)[15][16]